# Metuje
Metuje (tjekkisk udtale: [ˈmɛtujɛ]; tysk: Mettau) er en flod der løber i det nordøstlige Tjekkiet. Den er en venstre biflod til floden Elben, og er 78,18 km lang, og har et afvandingsområde på omkring 610 km², heraf 511,37 km² i Tjekkiet. Metuje flyder gennem flere byer, herunder Teplice nad Metují, Náchod og Nové Město nad Metují. Udmundingen af Metuje ligger i Jaroměř. En af dens bifloder kaldet Klikawa kommer fra Kudowa-Zdrój i Polen.